# جولييان خافيير
جولييان خافيير (بالإنجليزية: Julián Javier) هو لاعب كرة قاعدة دومينيكاوي، ولد في 9 أغسطس 1936 في سان فرانسيسكو دي ماكوريس في جمهورية الدومينيكان.

## وصلات خارجية
- جولييان خافيير على موقع دوري كرة القاعدة الرئيسي (الإنجليزية)
- جولييان خافيير على موقعبيزبول رفرنس.كوم (الدوري الرئيسي) (الإنجليزية)
- جولييان خافيير على موقعبيزبول رفرنس.كوم (الدوري الثانوي) (الإنجليزية)
- جولييان خافيير على موقع جمعية أبحاث البيسبول الأمريكية (الإنجليزية)
- جولييان خافيير على موقع إي إس بي إن.كوم (أم.أل.بي) (الإنجليزية)
- جولييان خافيير على موقع مشجعي الرسوم البيانية (الإنجليزية)